# Parafia św. Jerzego w Mirocinie Górnym
Parafia św. Jerzego w Mirocinie Górnym – parafia rzymskokatolicka, terytorialnie i administracyjnie należąca do dekanatu Kożuchów diecezji zielonogórsko-gorzowskiej. Erygowana w XIV wieku. W parafii posługują księża diecezjalni.

## Miejsca kultu
Na terenie parafii znajdują się kościoły w:
- Mirocinie Górnym – pw. św. Jerzego
- Mirocinie Dolnym – pw. Wniebowzięcia NMP
- Wichowie – pw. św. Marcina
- Przylaskach – pw. Matki Bożej Fatimskiej